# Reimer (Vorname)
Der Vorname Reimer ist eine Nebenform des Namens  Reinmar. Er kommt vor allem in Norddeutschland vor. Bekanntheit hat der Name vor allem durch Reimer von Wiemerstedt, einer legendären Figur in der Schlacht bei Hemmingstedt auf Dithmarscher Seite.

## Weitere Namensträger
- Reimer Böge, deutscher Politiker (CDU)
- Reimer Bull, deutscher Pädagoge und niederdeutschen Autor
- Reimer Bustorff, deutscher Musiker und Geschäftsmann
- Hans Reimer Claussen, deutscher Politiker  (Holstein und USA)
- Reimer Boy Eilers, deutscher Schriftsteller und Publizist
- Reimer von Essen, deutscher Jazz-Klarinettist und -Bandleader
- Reimer Gronemeyer, deutscher Theologe, Soziologe und Hochschullehrer
- Reimer Hansen, deutscher Heimatforscher
- Reimer Hansen, deutscher Historiker
- Reimer Herrmann, deutscher Hydrologe und Hochschullehrer
- Reimer Kay Holander, deutscher Heimatforscher und Publizist
- Reimer Mager, deutscher christlicher Gewerkschaftler, Kirchenfunktionär und NS-Widerständler
- Reimer Johannes Meyer-Jens, deutscher Bauingenieur
- Jens Reimer Prüß, deutscher Journalist und Buchautor
- Hans-Reimer Rodewald, deutscher Immunologe
- Reimer Schmidt, deutscher Jurist und Fachbuch-Autor
- Reimer Witt, deutscher Archivleiter
- Reimer Wulf, deutscher Luftbild-Photograph